# Aneurobracon samoanus
Aneurobracon samoanus är en stekelart som beskrevs av David Timmins Fullaway 1941. 
Aneurobracon samoanus ingår i släktet Aneurobracon och familjen bracksteklar. Inga underarter finns listade i Catalogue of Life.